# Болч, Эмили Грин
Эмили Грин Болч (англ. Emily Greene Balch, 8 января 1867, Бостон, Массачусетс, США — 9 января 1961) — американская экономистка, социолог, пацифистка, лауреат Нобелевской премии мира за 1946 год. 
Научную деятельность совмещала с социальной работой, уделяя внимание таким проблемам как бедность, детский труд и иммиграция. Участвовала в работе сетлементов, помогая в решении вопросов по улучшению положения бедных мигрантов и снижению преступности среди несовершеннолетних. Одна из лидеров Международного женского союза за мир и свободу (WILPF).

## Биография
Эмили Грин Болч была вторым ребёнком в семье Фрэнсиса Вернье Болча — уважаемого адвоката и педагога, бывшего в своё время секретарём сенатора Соединенных Штатов Чарльза Самнера. В 1889 году она окончила колледж Брин Мар , где изучала классическую литературу и языки, после чего решила сосредоточиться на экономике и на протяжении двух лет училась в Париже в Сорбонне. Там в 1893 году она представила исследование «Общественная помощь бедным во Франции». Вернувшись в США, она продолжила своё обучение в Гарвардском университете и университете Чикаго. Завершила своё образование она в 1896 году в Берлинском университете.
В том же году она начала преподавать в колледже Уэллсли, где в 1913 году ей было присвоено звание профессора экономики и социологии после отставки политического экономиста Кэтрин Коман, основателя кафедры. Она сосредоточилась на проблемах иммиграции, потребления, а также и экономической роли женщин.  Будучи ярким преподавателем, на студентов она производила впечатление доходчивостью изложения, глубиной жизненного опыта, энергичностью и состраданием к обездоленным. Болч была активным участником движений за предоставление женщинам избирательных прав, за расовое равенство, за контролирование детского труда и за повышение заработной платы трудящимся. Была среди лидеров Женской лиги профессиональных союзов при АФТ, боролась против потогонок, состояла в первой комиссии своего штата по установлению минимальной оплаты труда женщин. В 1910 году в свет вышла её книга «Наши сограждане — славяне» (англ. Our Slavic Felow-Citizens) — исследование, посвящённое славянским иммигрантам в США.
Болч являлась пацифистом и членом Международного Комитета посредничества Генри Форда. Когда Соединенные Штаты вступили в Первую мировую войну, она стала политическим активистом, выступающим против призыва в армию в соответствии с законодательством, поддерживающим гражданские свободы лиц, отказывающихся от военной службы по соображениям совести. Она работала с Джейн Аддамс в Женской партии мира и многих других организациях. В 1915 году, через год после начала Первой мировой войны, Болч в составе американской делегации посетила Международный конгресс женщин в Гааге. C 1918 по 1922 год она была секретарём-казначеем Международной женской лиги за мир и свободу. Она участвовала в создании летних школ — форумов по обсуждению вопросов сохранения мира, а также новых филиалов Международной женской лиги за мир и свободу в более чем 50 странах. Она сотрудничала с созданной Лигой Наций в вопросах контроля над наркотиками, авиации, беженцев и разоружения. Во время Второй мировой войны она выступала за победу союзников и не выступала критиком действий вооружённых сил, но поддерживала права отказников по соображениям совести.
Болч исповедовала Унитарианство, и как-то, в письме президенту колледжа Уэллсли, она заявила о том, что нужно следовать «путям Иисуса». Развивая свою мысль, она говорила о том, что американская экономика «далека от гармонии с принципами Иисуса, которые мы исповедуем». В 1919 году колледж Уэллсли расторг с ней контракт. Болч перешла на работу в известный политический журнал The Nation, где стала редактором. В 1921 году Эмили Болч стала членом Религиозного общества Друзей (квакеров). Она заявляла: «Религия кажется мне одной из самых интересных вещей в жизни, одной из самых загадочных, богатых и захватывающих областей человеческой мысли и спекуляции... Религиозный опыт и мысль нуждаются также в дневном солнечном свете и дружеском общении с другими людьми, которых, как мне кажется, обычно не хватает... Вероисповедание квакеров в его лучшем проявлении, как мне кажется, дает возможности для такого рода обмена без профанации».
В 1926 году она занималась изучением социальных условий в оккупированной Гаити, рекомендовав американскому правительству вывести свои войска и предоставить земли в собственность местному населению. Во время Второй мировой войны она принимала участие в помощи беженцам. Атака на Пёрл-Харбор 1941 года изменила мнение Болч по поводу нейтралитета США, и она поддержала вступление страны в войну. После атомной бомбардировки Хиросимы и Нагасаки она высказывалась за запрет ядерного оружия.
В 1946 году «за свой многолетний, неутомимый труд на благо мира» Эмили Грин Болч была удостоена Нобелевской премии мира, разделив эту награду с Джоном Моттом. Она пожертвовала свою долю призовых денег в Фонд WILPF. В её приветственной речи были затронуты вопросы национализма и усилия по достижению мира за Земле.
Болч никогда не была замужем. Скончалась она 9 января 1961 года на 95-м году жизни.